# Saginaw Township South
Saginaw Township South é uma Região censo-designada localizada no estado americano de Michigan, no Condado de Saginaw.

## Demografia
Segundo o censo americano de 2000, a sua população era de 13.801 habitantes.

## Geografia
De acordo com o United States Census Bureau tem uma área de 
18,3 km², dos quais 17,9 km² cobertos por terra e 0,4 km² cobertos por água.

## Localidades na vizinhança
O diagrama seguinte representa as localidades num raio de 12 km ao redor de Saginaw Township South. 